# ベルモンテ・イン・サビーナ
ベルモンテ・イン・サビーナ（伊: Belmonte in Sabina）は、イタリア共和国ラツィオ州リエーティ県にある、人口約630人の基礎自治体（コムーネ）。

## 地理

### 位置・広がり
リエーティ県のコムーネ。県都リエーティから南南東へ10kmの距離にある。

#### 隣接コムーネ
隣接するコムーネは以下の通り。
- ロンゴーネ・サビーノ
- リエーティ
- ロッカ・シニバルダ
- トッリチェッラ・イン・サビーナ

### 気候分類・地震分類
ベルモンテ・イン・サビーナにおけるイタリアの気候分類 (it) および度日は、zona E, 2741 GGである。
また、イタリアの地震リスク階級 (it) では、zona 2B (sismicità media) に分類される。